# Vízizene
A Vízizene Georg Friedrich Händel műve, három szvitből áll. 1717-ben adták elő, mikor I. György brit uralkodó ünnepséget rendezett a Temzén, és 50 zenész adta elő, akik hajóval csatlakoztak a királyhoz. A királynak állítólag annyira tetszett, hogy még háromszor eljátszatta velük az út során.

## Zene és hangszerelés
A barokk zenekar minden hangszere megszólal a műben, a csembaló kivételével, amit nehéz lett volna felvinni a hajóra (Ennek ellenére manapság legtöbb esetben hozzáadnak még egy csembalót a zenekarhoz). Szerepet kapott két kürt, két trombita, egy pár üstdob, két oboa, egy fagott és a vonós hangszerek.
A Vízizene francia nyitánnyal kezdődik, vannak benne menüettek, bourée-k és hornpipe-ok. Három szvitre osztható:
1. F-dúr szvit, HWV 348
2. D-dúr szvit, HWV 349
3. G-dúr szvit, HWV 350

Bizonyíték van azonban arra, hogy Händel összes műveinek Friedrich Chrysander által szerkesztett kiadásában (Georg Friedrich Händels Werke, 47. kötet, 1886) más elrendezés szerepel: a D és G szvitek egybemosódnak. Ez a kiadás a Händel életében készült kéziratos másolatokból és a Samuel Arnold által először kiadott teljes kottából ered (1788).
A szviteken belüli zenének nincs meghatározott rendje; amikor a királynak játszottak, akkor játszották a halkabb, lassúbb zenét, amikor a király hajója közel volt a zenekaréhoz, és akkor adták elő a hangosabbat, amikor távolabb sodródtak egymástól a hajók.

## Anekdota
Az anekdota szerint Händel azért komponálta a Vízizenét, hogy visszakerüljön a király kegyeibe. Ezt a történetet először Händel korai életrajzírója, John Mainwaring írta le, de annak ellenére, hogy lehetett némi alapja, Mainwaring történetében sok Händel-szakértő kételkedik.
A Vízizene több részlete közismertté vált. 1959 és 1988 között az angol televízió azonosítójaként használta a 3/2-es ütemmutatójú D-dúr "Alla Hornpipe" tételt, emellett az "Air" és a "Bourrée" tételek az F-dúr szvitből szintén nagy népszerűségnek örvendenek.

## Felvételek
- Trevor Pinnock és az English Concert (1983), a Handel: Zenekari művek. c. lemezükön. Archív 463-094-2. (A fentebbi sorrendben következnek a szvitek.)